# Pristimantis cuentasi
Pristimantis cuentasi es una especie de anfibio anuro de la familia Craugastoridae.

## Distribución
Esta especie es endémica del departamento de Cesar en Colombia. Habita en el municipio de Manaure a los 2.800 m de altitud en la Serranía del Perijá.
Su presencia es incierta en Venezuela.

## Descripción
Los machos miden de 22.0 a 24.9 mm y las hembras 30.6 mm.

## Etimología
Esta especie lleva el nombre en honor a Daniel Cuentas.

## Publicación original
- Lynch, 2003 : Two new frogs (Eleutherodactylus) from the Serrania de Perija, Colombia. Revista de la Academia Colombiana de Ciencias Exactas Físicas y Naturales, vol. 27, n.º 105, p. 613-617[6]